# Small Talk (Sly & the Family Stone)
Small Talk è il settimo album discografico del gruppo soul/funk/rock Sly & the Family Stone, pubblicato negli Stati Uniti nel luglio 1974 su etichetta Epic Records.
L'album fu l'ultimo pubblicato dalla formazione originale dei Family Stone, che si sciolse nel gennaio 1975.
Time for Livin' e Loose Booty furono i due singoli estratti dal disco.

## Descrizione

### Copertina
La copertina dell'album mostra una fotografia di Stone insieme alla moglie Kathleen Silva e al figlioletto Sly Jr. Il 5 giugno 1974 la coppia si era sposata sul palco del Madison Square Garden; il matrimonio durò cinque mesi.

## Tracce
- Tutti i brani sono opera di Sylvester "Sly Stone" Stewart, tranne Small Talk, composta da Sylvester Stewart e W. Silva.

Lato 1
1. Small Talk – 3:22
2. Say You Will – 3:19
3. Mother Beautiful – 2:01
4. Time for Livin' – 3:17
5. Can't Strain My Brain – 4:09

Lato 2
1. Loose Booty – 3:47
2. Holdin' On – 3:39
3. Wishful Thinkin' – 4:26
4. Better Thee Than Me – 3:35
5. Livin' While I'm Livin'– 2:58
6. This is Love – 2:54

## Formazione

### Sly and the Family Stone
- Sly Stone – voce, organo, chitarra, pianoforte, armonica, e altro
- Freddie Stone – cori, chitarra
- Rose Stone – cori, pianoforte, tastiere
- Cynthia Robinson – tromba
- Jerry Martini – sassofono
- Pat Rizzo – sassofono
- Sid Page – violino
- Rusty Allen – basso
- Andy Newmark, Bill Lordan – batteria
- Little Sister (Vet Stone, Mary McCreary, Elva Mouton) – cori